# Birnin Kouka
Birnin Kouka (auch: Birnikouka, Birni Kouka, Birni N’Kouka) ist ein Dorf in der Landgemeinde Gazaoua in Niger.

## Geographie
Birnin Kouka liegt direkt an der Staatsgrenze zu Nigeria. Hier gibt es einen Grenzübergang. Das von einem traditionellen Ortsvorsteher (chef traditionnel) geleitete Dorf befindet sich rund 23 Kilometer südöstlich des Hauptorts Gazaoua der gleichnamigen Landgemeinde und des gleichnamigen Departements Gazaoua, das zur Region Maradi gehört. Zu den Siedlungen in der näheren Umgebung von Birnin Kouka zählen Assaya im Norden, Gollom im Nordosten und Dan Kolio Gabass im Westen.
Birnin Kouka ist Teil der Übergangszone zwischen Sahel und Sudan. Die durchschnittliche jährliche Niederschlagsmenge beträgt hier zwischen 400 und 500 mm.

## Bevölkerung
Bei der Volkszählung 2012 hatte Birnin Kouka 1099 Einwohner, die in 163 Haushalten lebten. Bei der Volkszählung 2001 betrug die Einwohnerzahl 796 in 110 Haushalten und bei der Volkszählung 1988 belief sich die Einwohnerzahl auf 788 in 143 Haushalten.
Die Bevölkerungsdichte in diesem Gebiet ist für nigrische Verhältnisse hoch.

## Wirtschaft und Infrastruktur
Das Gebiet der Ebenen im südlichen Teil der Region Maradi, in dem Birnin Kouka liegt, ist von einer anhaltenden Degradation der ackerbaulichen Flächen gekennzeichnet, die mit der hohen Bevölkerungsdichte in Zusammenhang steht. Es gibt eine Schule im Dorf. In Birnin Kouka endet die aus Bougouzawa kommende Route 443. Es handelt sich um eine 15,61 Kilometer lange Landstraße. Eine Sanierung der Route 443 wurde im April 2017 abgeschlossen.